# Хольберг, Людвиг
Людвиг Хольберг (дат. Ludvig Holberg, 13 декабря 1684, Берген — 28 января 1754, Копенгаген) — норвежско-датский писатель, драматург, философ, историк, деятель Просвещения. Считается основоположником новой датской и норвежской литератур.

## Биография
Десяти лет оставшись круглым сиротой, Хольберг сначала жил в Бергене, затем, терпя большую нужду, прошёл курс богословских наук в Копенгагенском университете. С самыми скудными средствами он предпринял поездку сначала в Амстердам, потом в Англию, где два года посещал Оксфордский университет; слушал лекции, добывая средства к существованию уроками иностранных языков и музыки; позже побывал в Германии, Франции и Италии, много путешествуя пешком, изучая по пути народную жизнь, посещая библиотеки, музеи и университеты. В 1708 он прибывает в Данию. Отныне эта страна становится родиной Хольберга. Он поселяется в Копенгагене, пишет несколько трудов по истории, получает звание профессора в университете (1717) и командируется на четыре года за границу.
Плодовитая литературная деятельность Хольберга доставила ему очень значительные средства, которые он, однако, не считал своей исключительной собственностью и потому мало пользовался ими для себя лично. Большую часть своего состояния он употребил на покупку нескольких имений близ города Сорё, доходы с которых назначил на возобновление и упрочение государственной «академии» (высшее учебное заведение, упразднённое за недостатком средств ещё в 1665 г.). Останки Хольберга покоятся в Сорё, в академической церкви. При жизни Хольберга его великие заслуги перед родиной, по-видимому, мало ценились. Единственным отличием его со стороны правительства было возведение его поместий в «баронство Хольберг» и пожалование ему самому титула «Friherre».

## Творчество
Во всех своих произведениях — исторических, поэтических и философских — Хольберг является блестящим представителем эпохи Просвещения с её рационализмом и отрицанием метафизики. В своих главных исторических трудах («Введение в историю европейских государств», 1711, написанное в подражание Пуфендорфу, трёхтомная история Дании, 1732—1735 и «Всеобщая история церкви от возникновения христианства до Лютера», 1738) Хольберг — не столько исследователь, сколько эссеист; он обнаруживает духовное сродство с такими писателями, как Монтень и Аддисон; под его пером датский язык впервые становится способным передавать все оттенки мысли. В 1717 году Хольберг опубликовал «Introduction til Natur og Folkeretten» (Введение в естественное и международное право). С резкой критикой этого труда выступил датский историк профессор Андреас Хойер, «самая ожесточенная» полемика двух учёных затянулась на многие годы и стала в научных кругах Дании едва не нарицательной.
Хольберг пробудил в Дании интерес к национальной литературе и включил последнюю в круг европейских литератур. Он создал датскую драму.

### Поэзия
Поэтическое творчество Хольберга открывается комическим эпосом «Peder Paars» (Педер Порс, 1719), представляющим собой пародию на бесчисленные подражания Гомеру; по содержанию — это сатира на провинциальное филистерство Дании эпохи Фредерика IV, отгородившееся от свежих течений мысли.

### Драматургия
Столь же сатирический характер носят многочисленные комедии Хольберга, создавшие ему славу «датского Мольера». В них блестяще характеризованы все «миниатюрные дураки» современного Хольбергу Копенгагена: вечно занятой бездельник («Den Stundesløse»), безответственный политикан («Den politiske Kandestøber» — «Жестяник-политик»), французский модник («Jean de France»), учёный дурак («Erasmus Montanus»), надменный дворянин, не имеющий ни гроша в кармане («Don Ranudo de Colibrados»). Особое место среди его комедий занимает «Jeppe paa Bjerget», в которой угнетённый крестьянин охарактеризован с ласковым юмором. Со вступлением на престол Кристиана VI комическая муза Хольберга умолкла; король-пиетист в 1728 закрыл датский театр, основанный французом Монтегю; при Фредерике V театр был снова открыт, но в написанных для него Хольбергом шести комедиях мы не находим прежней жизненности, в них преобладает морализующая рефлексия.

### Эссеистика
Хольберг всю жизнь называл себя моралистом, всё своё научное и художественное творчество подчинял воспитательным задачам. В последние годы жизни он в ряде произведений («Moralske Fabler», «Epistler») подверг критике «заблуждения своего века, проанализировал реальное содержание добродетелей и пороков». Но ему чужда последовательность Бейля, Монтескьё, Локка, служивших ему образцами; он не выходит за грань деизма и осуждает таких писателей, как Тиндаль, которые «упраздняют откровение и высмеивают Священное писание». Лишь с большой оговоркой он может быть назван «северным Вольтером».

### Роман
К числу «моральных» произведений Хольберга принадлежит написанный по-латыни сатирический роман «Nicolai Klimii iter subterraneum» («Путешествие Нильса Клима под землёй», 1742), в котором, как у Свифта Гулливер, герой посещает вымышленные страны и даёт автору повод высказаться о различных народах. Хольберг высмеивает здесь предрассудки своего времени, устаревшие порядки и обычаи.
Первый и единственный появившийся в Копенгагене печатный экземпляр сатиры произвёл целую бурю. Придворные священники потребовали запрещения сатиры, но король не счёл возможным прибегнуть к такой мере. За границей «Подземное путешествие» также обратило на себя большое внимание и вскоре было переведено на почти все европейские языки (в том числе на русский), даже раньше, чем на датский.

## Память

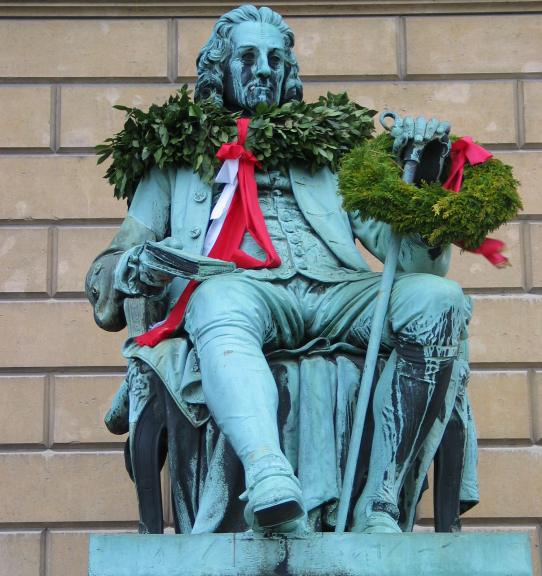
Памятник Хольбергу в Копенгагене, поставленный в 1850 году

Прозаические «Басни нравоучительные с изъяснениями господина барона Голберга» перевел на русский язык (с немецкого перевода) Денис Иванович Фонвизин.
В 1884 году выдающийся норвежский композитор Эдвард Григ создал фортепианную сюиту «Из времён Хольберга» в пяти частях, приуроченную к торжествам в связи с 200-летием Хольберга. Через год Григ создал версию этой сюиты для струнного оркестра, ставшую одним из его самых популярных произведений.
В честь Хольберга названы кратер на Меркурии и премия выдающимся гуманитариям современности — Премия Хольберга, учрежденная в 2003 году.

## Переводы
- Комедии / сост. А. А. Гозенпуд. М.; Л.: Искусство, 1957. 404 с.
- Нильса Клима подземное путешествие / пер. с лат. С. Савицкого под ред. Александра Филиппова-Чехова. М.: libra, 2020 г. 280 с. ISBN 978-5-98585-277-6